# David Douglas
David Douglas (Scone, 25 giugno 1799 – Hawaii, 12 luglio 1834) è stato un botanico scozzese, noto principalmente per aver dato il nome all'abete di Douglas, che scoprì nel 1824 durante una spedizione in Nord-America.
Figlio di un muratore, dopo aver frequentato la Kinnoull School trovò lavoro come giardiniere nella residenza del terzo Earl of Mansfield. Mantenne questa attività per sette anni, dopodiché si iscrisse al college di Perth per imparare meglio gli aspetti scientifici della coltivazione delle piante.
Terminati gli studi lavorò per qualche tempo in una residenza nobiliare di Fife, nella quale era disponibile una libreria di testi botanici e zoologici. Venne poi assunto come giardiniere dal giardino botanico di Glasgow e frequentò un corso di botanica alla locale università. Il suo insegnante rimase impressionato delle sue conoscenze e lo raccomandò alla "Royal Horticultural Society" di Londra.
Per conto di Sir William Hooker della Royal Botanic Institution di Glasgow intraprese nel 1823 una spedizione in Nord-America che durò cinque anni, durante la quale scoprì numerose conifere, tra le quali, oltre al già citato abete di Douglas, vi erano il peccio di Sitka (Picea Sitchensis), il "Sugar Pine" (Pinus lambertiana), il "pino bianco occidentale" (Pinus monticula), il pino giallo (Pinus ponderosa), il "lodgepole pine" (Pinus contorta), il "pino di Monterey" (Pinus radiata), l'abete di Vancouver (Abies grandis) e l'abete nobile (Abies procera).
Al suo ritorno portò tutte queste nuove specie arboree in Gran Bretagna, trapiantandole in varie zone e trasformando così la silvicoltura delle isole britanniche. Oltre alle citate conifere, trapiantò numerose altre piante, introducendo in tutto 240 nuove specie botaniche in Gran Bretagna.
Morì in circostanze non del tutto chiarite all'età di 35 anni durante un viaggio alle isole Hawaii: secondo la versione ufficiale cadde accidentalmente in una trappola per buoi selvatici, ma essendo stato visto per l'ultima volta nella capanna del cacciatore inglese Edward "Ned" Gurney, quest'ultimo fu sospettato di avervelo spinto per poi derubarlo. Fu sepolto nei pressi della "Mission House" di Honolulu. Un monumento in sua memoria si trova nella località di Kaluakauka, dove presumibilmente morì.
Nel 1914 fu pubblicato, a cura della "Royal Horticultural Society"  il diario dei suoi viaggi in Nord-America:
Journal kept by David Douglas during his travels in North America 1823-1827 : together with a particular description of thirty-three species of American oaks and eighteen species of Pinus, with appendices containing a list of the plants introduced by Douglas and an account of his death in 1834.